# SdKfz 2
SdKfz 2 Kleines Kettenkraftrad HK 101

## Utveckling
SdKfz 2 började utvecklas för att ge bergsinfanteri och fallskärmsjägare ett dragfordon för understödsvapen. Som en följd av det tänkta användningsområdet så begränsades storleken så att den skulle kunna transporteras i en Junkers Ju 52/3m, den kunde dock inte släppas ner i fallskärm.

## Egenskaper
Framhjulet användes för att svänga fordonet i vida svängar, i snävare svängar kopplas styrbromsen in. De två passagerarna satt på bakåtvända säten bakom ryggen på föraren.

## Varianter
- SdKfz. 2/1 kleines Kettenkraftrad fur Feldfernkabel[1] Specialfordon för att lägga telefonkabel för fälttelefonsystem. Utrustad med en lätt kabeltrumma.
- SdKfz. 2/2 kleines Kettenkraftrad fur schwere Feldfernkabel Specialfordon för att lägga telefonkabel för fälttelefonsystem. Utrustad med två tyngre kabeltrummer.

## Bevarade exemplar
- Munster stridsvagnsmuseum, Tyskland